# ESV Rot-Weiß Göttingen
Der ESV Rot-Weiß Göttingen ist ein Sportverein in Göttingen mit über 90-jähriger Vereinsgeschichte. Das Aushängeschild ist der Frauenfußball.

## Geschichte
Der ESV wurde am 28. November 1928 als Reichsbahn Turn- und Sportverein Göttingen gegründet. Dabei stand Turnen im Vordergrund. Leichtathletik, Handball und eine Schützenabteilung folgten. Seit den 1930er Jahren wird Tischtennis gespielt. Im Zweiten Weltkrieg wurden Turnhalle, Vereinsheim und alle Unterlagen bei einem Luftangriff zerstört; dennoch wurde der Sportbetrieb bereits 1946 als Rasensportverein Rot-Weiß Göttingen wieder aufgenommen. Seit 1947 wird auch Fußball gespielt. Die Umbenennung in Eisenbahnersportverein Rot-Weiß von 1928 Göttingen e. V. erfolgte 1956, der Verein stand jedoch allen interessierten Sportlern offen. Die aktuellen Angebote sind Fußball, Tischtennis, Schach, Karate und Badminton.

## Frauenfußball
Der ESV Rot-Weiß Göttingen hat eine Frauenmannschaft in der Oberliga und die Zweitvertretung spielt in der Bezirksliga. In der Saison 2023/24 gewannen die Frauen des ESV Rot-Weiß Göttingen den Niedersachsenpokal durch einen 1:0-Finalsieg über die TSG Burg Gretesch. Damit qualifizierte sich die Mannschaft für den DFB-Pokal 2024/25. Dort unterlag die Mannschaft in der ersten Runde vor 827 Zuschauern im Stadion am Sandweg dem Zweitligisten SV Meppen mit 1:6.
| Saison                                           | Platzierung | Wettbewerbe                                                 |
| ------------------------------------------------ | ----------- | ----------------------------------------------------------- |
| 2005/06                                          | 01          | Kreisliga Göttingen B                                       |
| 2006/07                                          | 03          | Bezirksliga Braunschweig Staffel 2                          |
| 2007/08                                          | 12          | Landesliga Braunschweig                                     |
| 2008/09                                          | 04          | Bezirksliga Braunschweig Staffel 2                          |
| 2009/10                                          | 02          | Bezirksliga Braunschweig Staffel 2                          |
| 2010/11                                          | 01          | Bezirksliga Braunschweig Staffel 2                          |
| 2011/12                                          | 01          | Landesliga Braunschweig                                     |
| 2012/13                                          | 07          | Oberliga Niedersachsen-Ost                                  |
| 2013/14                                          | 09          | Oberliga Niedersachsen-Ost                                  |
| 2014/15                                          | 02          | Oberliga Niedersachsen-Ost                                  |
| 2015/16                                          | 09          | Oberliga Niedersachsen-Ost                                  |
| 2016/17                                          | 02          | Oberliga Niedersachsen-Ost                                  |
| 2017/18                                          | 04          | Oberliga Niedersachsen-Ost                                  |
| 2018/19                                          | 07          | Oberliga Niedersachsen-Ost                                  |
| 2019/20                                          | 05          | Oberliga Niedersachsen-Ost                                  |
| 2020/21                                          | 03          | Oberliga Niedersachsen-Ost Staffel A                        |
| 2021/22                                          | 07          | Oberliga Niedersachsen-Ost Staffelsiegerrunde               |
| 2022/23                                          | 04          | Oberliga Niedersachsen-Ost                                  |
| 2023/24                                          | 03          | Oberliga Niedersachsen-Ost                                  |
| 2024/25                                          |             | Oberliga Niedersachsen-Ost + Niedersachsenpokal + DFB-Pokal |
| grün unterlegt: Aufstieg; rot unterlegt: Abstieg |             |                                                             |